# Blaue Ameisen
Als Blaue Ameisen wurden in der westlichen Welt chinesische Arbeiter bezeichnet, die in der Zeit der  chinesischen Kulturrevolution 1965 als weitgehend  einheitliche Kleidung den so genannten Mao-Anzug trugen.
Dieser Anzug für Männer und Frauen war nach Gründung der Republik China von Sun Yat-sen  eingeführt worden, wurde im Westen aber erst dadurch bekannt, dass Mao und seine Frau Jiang Qing ihn trugen. Bauern und Arbeiter trugen Indigo, Soldaten der Volksbefreiungsarmee trugen Khaki und Parteikader Grau. Allerdings trugen Funktionäre meist wertvollere Stoffe als Material für diese Uniform.

## Einzelbelege
1. ↑  "Im Westen sahen sie "blaue Ameisen", die im "Mao-Anzug" umher liefen. Wie die rote Mao-Bibel hatte der revolutionäre Schick seine Anhänger im Ausland." (sueddeutsche.de)
2. ↑  "Die chinesischen Arbeiter hatten ab 1965 durch Mao Zedong als Führer der Kulturrevolution blaue Arbeitsanzüge verordnet bekommen. Aufgrund ihres Fleißes, ihrer Arbeitssamkeit [sic] und Anspruchslosigkeit wurden die Arbeiter in China daraufhin als „Blaue Ameisen“ tituliert. Neben der Uni-Form des hochgeschlossenen Kragens, der als „Mao-Look“ anschließend in die internationale Modewelt eindrang, hatte auch Blau als Farbe hier eine besondere Bedeutung: als Synonym für positive Werte der Arbeit und des Dienstes am Gemeinwohl." (soziologie.soz.uni-linz.ac.at)
3. ↑  Tina Mai Chen: Mao Zedong and Sun Yatsen suits. In: Edward L. Davis (Hrsg.): Encyclopedia of contemporary Chinese culture. Routledge, London 2005, ISBN 0-415-24129-4.